# Ку (Приморски Шарант)
Ку (фр. Coux) насеље је и општина у западној Француској у региону Поату-Шарант, у департману Приморски Шарант која припада префектури Жонзак.
По подацима из 2011. године у општини је живело 484 становника, а густина насељености је износила 36,64 становника/km². Општина се простире на површини од 13,21 km². Налази се на средњој надморској висини од 99 метара (максималној 111 m, а минималној 44 m).

## Демографија
| 1962. | 1968. | 1975. | 1982. | 1990. | 1999. | 2011. |
| ----- | ----- | ----- | ----- | ----- | ----- | ----- |
| 437   | 494   | 405   | 400   | 400   | 403   | 484   |

График промене броја становника у току последњих година